# Ghana Town
Ghana Town ist eine Ortschaft im westafrikanischen Staat Gambia.
Nach einer Berechnung für das Jahr 2013 leben dort etwa 1660 Einwohner, das Ergebnis der letzten veröffentlichten Volkszählung von 1993 betrug 452.

## Geographie
Der Ort, der hauptsächlich vom Fischfang lebt, liegt in der West Coast Region Distrikt Kombo North an der atlantischen Küste gelegen und ungefähr vier Kilometer nördlich von Tanji und sechs Kilometer westlich von Brufut entfernt. Wie der Name des Dorfes vermuten lässt, wurde es von Emigranten aus Ghana gegründet. Die Bewohner leben ausschließlich vom Fischfang, im Dorf sieht man häufig Holzgestelle, an denen die Fische getrocknet werden. Der getrocknete Fisch wird zumeist nach Ghana exportiert.